# Nazionale maschile di pallamano degli Emirati Arabi Uniti
La nazionale di pallamano degli Emirati Arabi Uniti rappresenta gli Emirati Arabi Uniti nelle competizioni internazionali di pallamano. La sua attività è gestita dalla United Arab Emirates Handball Federation.